# 자지가이
자지가이(광둥어: 炸子雞, 발음: [tsāː tɕǐː kɐ̂i]) 또는 자쯔지 (중국어: 炸子鸡, 병음: zhà zǐ jī)는 중국 남부와 홍콩의 광둥 요리에서 기본적으로 나오는 닭튀김 요리이다. 닭고기는 겉면이 굉장히 바삭해질 때까지 튀겨져 있는 상태이지만, 그 속살은 비교적 부드럽다. 자지가이는 먼저 닭고기를 양념 (팔각, 계피, 육두구, 쓰촨 후추, 생강, 회향, 파 등) 넣은 물에 살짝 데친 뒤 말리고, 식초와 설탕 시럽에 담가 묻힌 뒤 역시 완전히 말릴 때까지 놔둔다. 그런 다음에 다시 한번 튀겨서 낸다. 여기서 말리는 과정이 치킨을 바삭하게 만드는 역할을 한다.
자지가이는 소금 후추 (椒鹽) 접시와 새우과자(蝦片), 이 둘을 곁들여 내는 경우가 많다. 흑백색에서 회색빛을 띄는 이 소금 후추는 웍으로 따로 볶으며, 소금과 쓰촨 후추를 재료로 만든다.
자지가이는 전통적으로 야간에 먹는 음식이다. 또한 중국이나 다른 아시아 국가의 결혼식에서 찾아볼 수 있는 전통적인 닭고기 요리이기도 하다.

## 같이 보기
- 양념치킨
- 프라이드 치킨
- 치킨 핑거
- 치킨 너겟